# Parque Nacional Singalila
Parque Nacional Singalila (bengali: শিন্গ্যালিয়া জাতীয় উদ্দ্যান) é um parque nacional da Índia localizado na Serra Singalila a uma altitude de mais de 7000 metros acima do nível do mar, no distrito de Darjeeling, na Bengala Ocidental. 

## História do parque
O parque foi declarado um santuário da vida selvagem em 1986, e foi transformado em Parque Nacional da Índia em 1992. 

## Geografia do parque
O parque está localizado no no distrito de Darjeeling, Bengala Ocidental, Índia. Ele faz fronteira ao norte com o estado de Sikkim, ao oeste com o Nepal, ao leste o Himalaia e a oeste com a Serra Singalila, que corta o país de Norte a Sul. Os dois maiores picos da Bengala Ocidental, Sandakphu (3630 m) e Phalut (3600 m), estão localizadas no interior do parque. Os rios Rammam e Sirikhola também estão na área protegida.